# رايفتسي
رايفتسي (بالبلغارية: Раевци)‏ قرية تقع إدارياً ضمن تريافنا في بلغاريا. ويبلغ عدد سكانها 1 نسمة حسب تعداد 15 مارس 2015. تعتمد رايفتسي للبريد على الرمز البريدي 5363 وللاتصالات على رمز الاتصال الهاتفي المحلي 06158.